# Ana Cartianu
Ana Cartianu (n. 19 aprilie 1908 - d. 24 aprilie 2001) a fost o eseistă și traducătoare română.

## Biografie
Studii
Urmează în particular școala primară, iar liceul la Școala Centrală de Fete din București.A studiat la Bedford College (1928-1932), a fost  licențiată a facultății de Litere, secția engleză, a Universității din Cernăuți (1934), doctoratul  în științe filologice la Universitatea din București (1947).
Cariera universitară
În anul 1936 cofondează Catedra de limbă și literatură engleză a Universității București, devenind ulterior șefă de catedră și decan al Facultății de limbi germanice (1948-1970).
Prof. univ. dr. docent Ana Cartianu este cunoscută ca fiind „marea doamnă a anglisticii românești”.
A fost căsătorită cu profesorul universitar Gheorghe Cartianu-Popescu. Înainte de căsătorie se numea Tomescu.

## Activitatea literară
Debutează, în 1955, cu traduceri în limba engleză a unor nuvele de Ioan Slavici. Alte traduceri din  Petre Ispirescu și Ion Creangă. 
Lucrări publicate:
- „Dicționar al literaturii engleze”,  în colaborare cu I. A. Preda, București, 1970.
- „Eseuri de literatură engleză și americană”, Cluj, 1973.[3]

Traduceri:
- „Short Stories” by Ioan Slavici, 1955
- „The Tales and Stories” of Ispirescu, Murrays Childrens Books, Londra, 1970
- „Youth Everlasting and Life Without End”, P. Ispirescu, București, 1973
- „Memories of My Boyhood”, I. Creangă, în colaborare cu R. C. Johnston, București, 1978 (altă ediție la Sibiu, 1995)
- Romanian Folk Tales, București,1979
- Romanian Fantastic Tales, Nicolae Ciobanu, București, 1981
- History and Legend in Romanian Short Stories and Tales, Mihai Zamfir, București, 1983
- Tales of Fantasy and Magic, Vasile Voiculescu, București, 1986
- Selected Works of Ion Creangă and Mihai Eminescu, 1992
- Mystic Stories: The Sacred and the Profane,  Mircea Eliade, București,1992.[3]

## Premii
- Premiul Uniunii Scriitorilor din România pentru traduceri din limba română (1973)

## Distincții
- Ordinul „Steaua Republicii Populare Romîne” clasa a IV-a (13 octombrie 1964) „cu prilejul aniversarii a 100 de ani de la înființarea Universității din București, pentru activitate îndelungată, contribuție în dezvoltarea științei și merite deosebite în dezvoltarea învățămîntului superior”[6]